# وایلدبرین
دی‌اچ‌اکس مدیا (انگلیسی: DHX Media) که نام قبلی‌ اش دی‌کُد هلیفکس مدیا بود، نام یک شرکتِ کاناداییِ تولید و پخش محصولات صوتی تصویری است که در سال ۲۰۰۶ میلادی از ادغامِ دو شرکت «دی‌کُد انترتینمنت» و «هلیفکس فیلم کامپنی» پا گرفت و یک شرکت برجسته و مهم تولید و پخش جهانی محصولات تلویزیونی کودکان است.
این شرکت بزرگ، حق پخشِ چندین شرکت تلویزیونی دیگر از جمله «رگدال پروداکشنز» را در اختیار دارد و بزرگترین شرکتِ مستقلِ پخش محصولات تلویزیونی کودکان محسوب می‌شود.